# Sphecodes eritrinus
Sphecodes eritrinus là một loài Hymenoptera trong họ Halictidae. Loài này được Friese mô tả khoa học năm 1915.